# Andreas Nicolai Arctman
Andreas Nicolai Arctman, född i Västerbotten, död 1681 i Sköns socken, var en svensk präst och riksdagsman.

## Biografi
Andreas Nicolai Arctman var son till borgmästaren i Luleå, Nils Nilsson och Brita Olofsdotter Burman. Äldre uppgifter gjorde felaktigt gällande att han var same. Efter Strängnäs skola, där han studerade för Petrus Erici Steuchius, inskrevs han 1645 vid Uppsala universitet, for utrikes för studier och höll vid återkomsten en oration till Maria Eleonoras ära. Han var sedan med Petrus Steuchius och upprättade Härnösands gymnasium, där han hade tjänst som förste lektor i vältalighet. Han omnämns i Härnösand som magister. 1658 utnämndes han till kyrkoherde i Sköns socken. Han utnämndes 1664 till landsprost.
Arctman var fullmäktig vid riksdagen 1659-1660. Han befann sig något senare i Stockholm, där han två gånger predikade för Karl XI.
Han var förmodligen gift två gånger. Dottern Anna var gift med hans efterträdare Petrus Kessler.